# Marie Mayoux
Marie Mayoux, geboren als Marie Gouranchat, Pseudonym Joséphine Bougon, (* 24. April 1878 in Lesterps; † 16. Juni 1969 in La Ciotat) war eine französische Lehrerin, Syndikalistin, Pazifistin und libertäre Aktivistin. Sie und ihr Ehemenann François Mayoux waren während des Ersten Weltkriegs zwei Jahre wegen Defätismus in Haft.

## Leben

### Anfänge
Marie Gouranchat stammte aus der Charente. Sie war die Tochter von Louis Gouranchat, einem Hufschmied, und Marie Duhaumont. Sie heiratete am 21. August 1902 in Beaulieu-sur-Sonnette François Mayoux. Sie und ihr Ehemann wurden dort und später in Bouches-du-Rhône Lehrer. Sie traten der Fédération nationale des Syndicats d'institutrices et instituteurs publics, einem Verband der Lehrergewerkschaften, bei. 1915 wurden Marie und François Mayoux Mitglieder der sozialistischen Section française de l’Internationale ouvrière (SFIO).

### Erster Weltkrieg
Zu Beginn des Ersten Weltkriegs wurden viele Lehrer mobilisiert und andere unterstützten die Kriegsanstrengungen, aber später entwickelte sich unter ihnen eine starke pazifistische Bewegung. Marie und François Mayoux waren überzeugte Pazifisten, die sich der Union sacrée widersetzten. Marie Mayoux berief im Juni 1915 ein pazifistisches Treffen im Büro der Lehrergewerkschaft ein. Sie verfasste ein „Manifest der Lehrergewerkschaft“, das auf den 1. Juli 1915 datiert und von der Sektion Charente, der Gewerkschaft Bouches-du-Rhône und Aktivisten aus elf Départements unterzeichnet wurde. Dies war eine der ersten kollektiven Erklärungen des Lehrerverbandes gegen den Krieg. Am 15. August 1915 wurde auf Initiative von Alphonse Merrheim und Albert Bourderon auf dem nationalen Kongress der CGT eine pazifistische Resolution vorgelegt, Merrheim und Albert Bourderon auf dem nationalen Kongress der CGT vorgestellt und von mehreren Aktivisten des Verbands der Lehrergewerkschaften unterzeichnet, darunter Louis Bouët, Fernand Loriot, Marie Guillot, Marie Mayoux, Marthe Bigot und Hélène Brion. In der Resolution hieß es: „Dieser Krieg ist nicht unser Krieg“ und die Verantwortung wurde den Führern der kriegführenden Staaten zugeschrieben. Die Resolution verurteilte die Union sacrée und forderte die Wiederherstellung der Freiheit.
Ende April 1916 wurde in der Schweiz eine neue internationale sozialistische Konferenz in Kienthal organisiert. Merrheim, Bourderon und Marie Mayoux vom Lehrerverband sollten Frankreich vertreten, aber ihnen wurden die für die Reise erforderlichen Pässe verweigert. Marie und François Mayoux wurden im Carnet B als Aktivisten aufgeführt.
Im Mai 1917 veröffentlichten Marie und François als Lehrer an der Gemeindeschule von Dignac, eine pazifistische Broschüre mit dem Titel Les instituteurs syndicalistes et la guerre (Gewerkschaftliche Lehrer und der Krieg). Sie klebten auch kleine Zettel mit der Aufschrift: Genug getötete Menschen, Frieden oder Frieden ohne Annexionen, Eroberungen und Entschädigungen. Sie gehörten zu den Lehrern, die gegen die Versendung einer stark antideutschen Broschüre namens „Leurs crimes“ (Ihre Verbrechen), protestierten, die die Lehrer mit ihren Schülern lesen sollten. Sie wurden verhaftet, vor Gericht gestellt und zu sechs Monaten Gefängnis verurteilt. Die Strafe wurde am 29. Dezember in der Berufung auf zwei Jahre erhöht und die Mayoux’ wurden wegen „defätistischer Äußerungen“ aus dem Dienst entfernt. Ihr kleiner Sohn wurde von Madeleine Vernet aufgenommen.

### Spätere Jahre
Marie wurde am 1. April 1919 nach 10 Monaten Zuchthaus entlassen (François nach 17 Monaten). Sie wurden aus dem Schuldienst entlassen und erst 1924 im Rahmen der Amnestie von 1919 wieder eingestellt.
Nach einem kurzen Aufenthalt in der Kommunistischen Partei, aus der sie 1922 als „unbelehrbare Syndikalisten“ ausgeschlossen wurden, näherte sich das Paar der libertären Bewegung an und beteiligte sich an der anarchistischen Presse, darunter La Revue anarchiste, La Voix Libertaire, Ce qu’il faut dire von Sébastien Faure, Défense de l’Homme von Louis Lecoin und Le Monde libertaire.
1929 wurden sie aus der Confédération générale du travail unitaire (CGTU) ausgeschlossen. Sie widmeten sich einer unabhängigen Lehrergewerkschaft, die sie gegründet hatten, und einem bescheidenen Bulletin namens Notre point de vue (Unser Standpunkt), das sie von 1923 bis 1936 herausgaben. Sie blieben weiterhin Aktivisten, unterstützten die spanische Revolution und prangerten die stalinistischen Missbräuche an. Nach dem Zweiten Weltkrieg zogen sie sich nach La Ciotat zurück.
1939 verweigerte ihr Sohn Jehan Mayoux, der den pazifistischen Überzeugungen seiner Eltern treu blieb, die Mobilisierung. Er wurde zu fünf Jahren Gefängnis verurteilt, konnte jedoch fliehen. Er wurde von den Vichy-Behörden aufgegriffen und in ein Kriegsgefangenenlager in der Ukraine deportiert. Während des Algerienkrieges forderte er das Recht auf Befehlsverweigerung, indem er das Manifest der 121 unterzeichnete. Er wurde bestraft, für fünf Jahre suspendiert und von Amts wegen von seinem Posten als Grundschulinspektor versetzt. François starb 1967. Eine Grundschule in Dignac trägt ihren Namen und den ihres Mannes.

## Zitat
« Was wir nie akzeptiert haben und nie akzeptieren werden, was wir mit verächtlichem Widerwillen von uns weisen, ist die Anmaßung der Regierung der Republik, uns in politische Agenten der niedrigsten Art zu verwandeln, in Anti-Boches-Propagandisten, in Lieferanten eines sinnlosen Bockmists, in Missionare des blindesten Hasses, in Schädelstopfer unserer eigenen Schüler. »

## Werke
- Institutrices et instituteurs contre la propagande et contre la guerre, Saumur,  1917.[15]
- Les Instituteurs syndicalistes et la guerre, Dignac, 1917
- Marie et François Mayoux, Notre affaire, Éditions de l’Avenir social, Épône, 1918.[16]